# サンタンジェロ・ア・スカーラ
サンタンジェロ・ア・スカーラ（伊: Sant'Angelo a Scala）は、イタリア共和国カンパニア州アヴェッリーノ県にある、人口約700人の基礎自治体（コムーネ）。

## 地理

### 位置・広がり

#### 隣接コムーネ
隣接するコムーネは以下の通り。
- アルタヴィッラ・イルピーナ
- カプリリーア・イルピーナ
- グロットレッラ
- ピエトラストルニーナ
- スンモンテ